# Cyril Tisserand
Cyril Tisserand, né en 1973, est le fondateur de l'association Le Rocher, oasis des cités, promouvant le vivre ensemble dans les quartiers difficiles de banlieue de France.

## Biographie
Cyril Tisserand passe son enfance en région parisienne. À l'âge de douze ans, sa famille déménage en périphérie de Mantes-la-Jolie, proche du quartier du Val Fourré où habitent ses grands-parents paternels. Il y découvre le communautarisme et s'oppose à ce clivage fondé sur la couleur de peau, l'appartenance ethnique ou religieuse. Il y voit et il y vit de nombreuses injustices.
C'est à travers les sports de combat, karaté puis boxe française savate, qu'il s'immerge vraiment dans le milieu des banlieues. Il deviendra vice champion de France universitaire de boxe française savate en 1997.
Ces sports le canalisent et lui donnent plus d'assurance pour mieux réfléchir à la problématique des cités françaises. Sa réflexion l'amène à vouloir devenir éducateur de rue pour élever les jeunes et accompagner les familles. À la suite d'une première expérience d'agent de prévention à Argenteuil dans le quartier de la Dalle, il y pense et rédige le projet du Rocher qu'il fondera en 2000 à Bondy en Seine-Saint-Denis.
En 1998, il fait son service militaire chez les Chasseurs Alpins dans les Hautes-Alpes en tant qu'officier de réserve et chef de section.
En 1991, lors d'un forum d'été organisé à Paray-le-Monial, il se convertit au christianisme, puis se fiance et se marie.
À la mort de sa femme Anne-Sophie, emportée par un cancer à l'age de 30 ans, il se retrouve seul avec quatre petits garçons. Il épouse Isabelle en 2012. Elle-même fut veuve très jeune alors qu'elle était enceinte de son troisième enfant ; le couple a deux autres enfants. Ils ont choisi de vivre dans les quartiers nord de Marseille,.

## Activités et engagements

### Fondation duRocher
En 2000, inspiré par l'appel de Jean-Paul II, lancé lors des Journées mondiales de la jeunesse 1997, ainsi que par le modèle de Don Bosco, il décide de fonder à Bondy l'association le Rocher, promouvant le vivre ensemble, notamment par le biais de l'éducation populaire,.
En mars 2017, France 2 diffuse un reportage d'une durée de 26 minutes, sur la vie de Cyril Tisserand et son action pour le Rocher.

### Activité immobilière
En 2010, il quitte la direction du Rocher et retourne dans le monde non-associatif, notamment pour des raisons alimentaires. Il est agent immobilier. Au bout de quelques mois, il décide en concertation avec son épouse de se mettre à son compte et de fonder un réseau d'immobilier éthique, Saint-Joseph Immobilier,.

### Écrivain
En 2016, il publie Bâtisseurs d'espérance.